# آنا (انجیل)

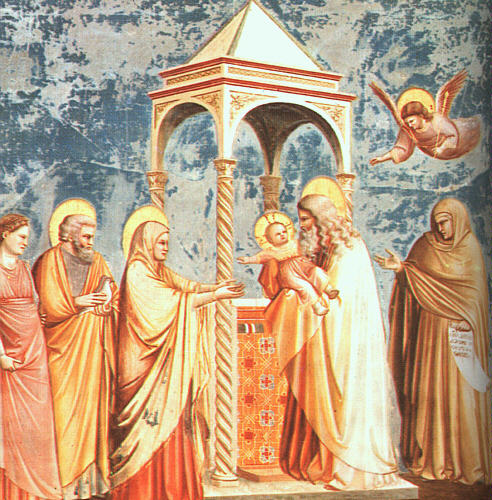
آنا در حال معرفی عیسی.

آنا (عبری: חַנָּה‎، یونانی باستان: Ἄννα) یا حنا که آنای پیامبر نیز نامیده می‌شود. یک شخصیت عهد جدید است که فقط در انجیل لوقا از وی نام برده شده‌است و به عنوان کسی شناخته می‌شود که مسیح را به معبد اورشلیم معرفی کرد.
در متون مسیحی از آنا به عنوان یک پیامبر (زن) نام‌برده می‌شود که بیوه بود.